# Caja de Muertos
Caja de Muertos, auch Isla Caja de Muertos, ist eine unbewohnte Insel von Puerto Rico im Karibischen Meer.

## Geographie
Die Insel ist etwa 2,7 km lang und in der Inselmitte bis zu 700 m breit. Sie liegt knapp neun Kilometer vor der Südküste der Hauptinsel Puerto Rico. 
Die höchste Erhebung (46 m) befindet sich im Zentrum der Insel. Der Berg Cerro Morrillo mit einer Höhe von 31 m ist die zweithöchste Erhebung und liegt im Südwesten. Der Südwestküste von Caja de Muertos direkt vorgelagert ist das sehr kleine Eiland Morrillito.

## Leuchtturm
In der Inselmitte liegt der etwa 49 m hohe Leuchtturm Caja de Muerto Lighthouse, der 1887 erbaut wurde.

## Verwaltung
Caja de Muertos gehört zum Barrio Playa der Stadt Ponce an der Südküste von Puerto Rico.